# Хуань-ди (Хань)
Сяохуань-ди (кит. трад. 孝桓帝) или коротко Хуань-ди (кит. трад. 桓帝), личное имя Лю Чжи (кит. трад. 劉志, 132—168) — десятый император китайской империи Восточная Хань.
После смерти императора Чжи-ди, отравленного могущественным чиновником Лян Цзи в 146 году, Лян Цзи по совету своей сестры, регентши вдовствующей императрицы Лян сделал четырнадцатилетнего Лю Чжи, который был обручён с его сестрой Лян Нюйин, императором. По прошествии нескольких лет император решил с помощью евнухов устранить жестокую семью Лян. Император устранил Лян Цзи в 159 году, но это привело к господству евнухов в правительстве. Коррупция разрослась невероятно, и в 166 году студенты университетов закрыли все учебные заведения и призвали императора наказать всех коррумпированных чиновников. Вместо того чтобы прислушаться, император Хуань приказал арестовать всех студентов, которые участвовали в акции. В целом, император Хуань рассматривался как император, который имел некоторые способности, но ему не хватило мудрости в управлении своей империей, и его царствование в значительной мере послужило причиной падения Восточной Хань.
Хоу Ханьшу (История династии Поздняя Хань) отметила одно римское посольство (возможно, Марк Аврелий), прибывшее в столицу Лоян в 166 и принятое императором.
Хуань-ди умер в 168 году после 22 лет правления в возрасте 36 лет.

## Семья и восшествие на престол
Лю Чжи родился в 132 году у Лю И (劉翼), князя Лиу, и его конкубины Янь Мин (匽明).
Лю И был сыном Лю Кая (劉開), князя Хэцзяня (и, следовательно, внуком императора Чжана), и первоначально он стал князем Пинъюаня как наследник своего двоюродного брата Лю Шэна (劉勝) от вдовствующей императрицы Дэн Суй, регента Ань-ди, которого впечатлили его способности. Это привело к слухам, о том что императрица Дэн желает заменить Ань-ди своим кузеном — князем И. Дэн Суй умерла в 121 году, Ань-ди понизил в звании князя И. В правление Шунь-ди князь Кай попросил передать часть его удела Лиу своему сыну, и Шунь-ди согласился. Так Лю И стал князем Лиу.
К 146 году Лю Чжи унаследовал отцовский титул и женился на Лян Нюйин, младшей сестре регентши Лянь На и жестокого и коррумпированного Верховного Маршала Лян Цзи. В этот год Лян Цзи разозлился на восьмилетнего Чжи-ди, который назвал его «высокомерным генералом» и убил молодого императора ядом. Чиновникам нравился кузен императора Лю Суань (劉蒜), князь Цинхэ, которого считали серьёзным и добродетельным человеком (его возраст неизвестен, но он был взрослым). Тем не менее, Лян Цзи не хотел уступать власть настоящему императору и выбрал юного Лю Чжи, молодого мужа своей сестры. Лян Цзи решил, что сможет его контролировать, и настоял на его коронации. Лю Чжи стал Хуань-ди.

## Начало правления: под тенью Лян Цзи
После восшествия на престол Хуань-ди в возрасте 14 лет вдовствующая императрица Лян оставалась регентом. Тем не менее, её брат Лян Цзи получил больше полномочий, даже больше, чем вдовствующая императрица. Хуань-ди посмертно провозгласил своего отца и деда императорами, но поскольку Лян была регентом, он не мог провозгласить свою мать Янь Мин вдовствующей императрицей; он даже не мог дать ей титул супруги императора (жена его отца госпожа Ма была запоздало провозглашена императорской супругой в 148 году). В 147 году он женился на Лян Нюйин, сестре вдовствующей императрицы Лян и Лян Цзи, и сделал её императрицей. Всё происходило под контролем Ляна, но Хуань-ди не был полностью марионеткой и ему приходилось больше полагаться на евнухов.
В 147 году Лян Цзи вместе с евнухами Тан Хэном (唐衡) и Цзоу Гуанем (左悺), но с одобрения Хуань-ди, сфальсифицировали обвинение выдающихся чиновников Ли Гу (李固) и Ду Цяо (杜喬) в заговоре против императора и замене его князем Суанем. Ли и Ду были казнены, князь Суань был понижен до наместника и совершил самоубийство.
В 150 году императрица Лян заявила о уходе в отставку и передаче всех полномочий Хуань-ди. Годом позднее она умерла. Хуань-ди сразу провозгласил свою мать вдовствующей императрицей. Тем не менее, Лян Цзи остался могущественным — даже сильнее чем раньше, сестра его теперь не ограничивала. Его жестокость и коррумпированность возросли, все несогласные отступали под угрозой смерти. Он вытеснил своего скромного и миролюбивого брата Лян Буи (梁不疑) из правительства.
В 152 году вдовствующая императрица Янь умерла. Поскольку Хуань-ди получил трон через побочное наследование, он не присутствовал на похоронах, но его брат Лю Ши (劉石), князь Пинъюаня, руководил похоронами.
В 153 году разразился первый крупный конфликт между высшими чиновниками и евнухами, и многие предвидели это. Чжу Му (朱穆), губернатор провинции Цзи (сейчас центральный и северный Хэбэй) установил, что отец могущественного евнуха Чжао Чжуна (趙忠) был неправомерно похоронен в нефрите — такая честь принадлежала только членам императорской фамилии, и он начал расследование. Могила была эксгумирована, и нефритовый костюм был снят — это разгневало Чжао и Хуань-ди. Чжу был смещён со своего поста и приговорён к каторжным работам.

### Переворот с целью смещения Лян Цзи
Прошли годы и Хуань-ди стал всё больше и больше недоволен контролем Лян Цзи над правительством, и разозлился на поведение императрицы Лян. Она вела роскошный образ жизни, тратила больше всех, и она была крайне ревнивой. У неё не было сына, и поэтому она не хотела чтобы у других супруг императора были сыновья, и если какая-нибудь наложница беременела, Лян могла найти способ убить её. Хуань-ди не мог противостоять ей из-за силы Лян Цзи, но старался не вступать с ней в половые сношения. В 159 году злая и депрессивная из-за своего несчастного брака, императрица Лин умерла.
Это привело к запуску цепи событий, приведших к падению Лян Цзи. Лян, для того чтобы продолжить контролировать Хуань-ди, удочерил прекрасную кузину его жены (падчерица своего дяди Лян Цзи (梁紀 — не путать с Лян Цзи — 梁冀, по-китайски произносится иначе)), Дэн Мэннюй (鄧猛女), как свою собственную дочь, сменив её фамилию на Лян. Он и Сунь дали Лян Мэннюй Хуань-ди в жёны, и, после смерти Императрицы Лян, они надеялись что она станет настоящей Императрицей. Чтобы совершенно контролировать её, Лян Цзи планировал подстроить убийство её матери — госпожи Сюань (宣), он отправил убийц, но его планам помешал могущественный евнух Юань Шэ (袁赦), который был соседом госпожи Сюань.
Госпожа Сюань доложила об этом Хуань-ди, и он крайне разозлился. Он тайно договорился с евнухами Тан Хэном, Цзо Гуанем, Дань Чао (單超), Сюй Хуаном (徐璜) и Цзюй Юанем (具瑗) свергнуть Ляна — они скрепили присягу на крови Даня. Лян Цзи имел некоторые подозрения относительно заговора и решил сначала разобраться. Пять евнухов быстро прореагировали. Они добились публичного заявления Хуань-ди о снятии всех полномочий с Лян Цзи и мобилизовали имперскую гвардию, охранявшую дворец от возможной контратаки Ляна, и затем они окружили дом Ляна и заставили его сдаться. Лян и Сунь, не найдя способа сопротивляться, совершили самоубийство. Кланы Лянов и Суней (кроме брата Лян Цзи Ли Буи и Ляна Мэна (梁蒙), который незадолго до этого умер) были арестованы и перебиты. Огромное число чиновников было арестовано или уволено из-за дружбы с Ляном — так много, что правительство не работало некоторое время. Собственность Ляна и Суня была конфискована в казну, что позволило сократить налоги на 50 % для одного года. Народ встретил смерть Лян Цзи как праздник. Но на самом деле это не улучшило политическую ситуацию.

## Позднее правление: господство евнухов
После смерти Лян Цзи Хуань-ди сделал Лян Мэннюй императрицей. Испытывая отвращение к её фамилии, император приказал ей взять фамилию Бо (薄). Позже он выяснил, что её настоящая фамилия была Дэн, и приказал вернуть ей старую фамилию.
После смерти Лян Цзи народ возлагал большие надежды на новое правительство. Тем не менее, свергнув Лян Цзи с помощью пяти евнухов, Хуань-ди щедро наградил их и помогавших им: дал губернаторские посты и огромные полномочия. Далее новоявленные евнухи-маркизы развели чудовищную коррупцию и обогатились, всё это происходило с согласия Хуань-ди. Песня описывает поведение четырёх (Дань уже умер) евнухов:
Цзо мог отменить решенье Небес. Цзюй сидит не зная равных. Сюй — лежащий волк. Сила Тана накрывает как ливень.
Хуань-ди и сам был коррумпирован и неохотно принимал критику. В 159 году, когда честный окружной судья Ли Юнь (李雲) отправил прошение с просьбой обуздать евнухов, Хуань-ди был глубоко обижен, что Ли Юнь, приведя приписываемое Конфуцию высказывание «быть Императором значит быть судьёй», далее утверждал, что неумеренная раздача наград евнухам показывает, что «Император не желает поступать как судья». Несмотря на заступничество многих чиновников и даже некоторых рассудительных евнухов Ли Юнь был казнён. Другой чиновник — Ду Чжун (杜眾), был восхищён поступком Ли Юня и попросил позволить ему разделить его судьбу. Его желание было удовлетворено. После этого сочувствующие их судьбе конфуцианские реформисты разочаровались в Хуань-ди.
В 161 году, в связи с восстанием цянов и крестьянскими бунтами, Хуань-ди издал указ, которым разрешил продавать военные звания, в том числе и офицеров императорской гвардии. Эта практика ещё больше распространится при императоре Лин-ди. Хотя император действительно нашёл грамотных генералов для подавления восстания, разгул взяточничества порождал большое недовольство, и новые восстания возникали, когда старые давили.
В 165 году Хуань-ди устал от произвола евнухов и понизил последнего живого из пяти — Цзюя. Некоторые другие также были понижены или сосланы. Тем не менее император был вынужден восстановить некоторых евнухов, и они стали ещё сильнее.
В том же году, устав от конфликтов Дэн с любимой наложницей Го, Хуань-ди сместил и посадил её в темницу. Она умерла от голода, и нескольких членов её семьи казнили. Он собирался сделать другую жену, Тянь Шэн (田聖), императрицей, но чиновники воспротивились, так как она была простолюдинкой, и рекомендовали Доу Мяо (竇妙), дочь Доу У (竇武), конфуцианского учёного и потомка Доу Жуна (竇融), который многое сделал для империи Восточная Хань. Хотя он не любил её, но под давлением чиновников взял её в жёны.
В 166 году противостояние студентов университета и евнухов вылилось в крупный инцидент. Губернатор столичной провинции (сейчас западная Хэнань и центральная Шэньси), Ли Ин, арестовал и казнил предсказателя Чжан Чэна (張成), который совершил убийство, решив, что генерал его простит. Ли был арестован и 200 студентов подписали прошение о его помиловании, что разозлило императора и он арестовал студентов. Только через год и в результате заступничества Доу У, Хуань-ди отпустил арестованных, но лишил их гражданских прав. Этот инцидент стал известен как Несчастье заточения сторонников.
В 168 году Хуань-ди умер, не оставив сыновей. Императрица Доу немедленно убила его любимую наложницу Тянь. На совете императорской семьи было принято решение в пользу одиннадцатилетнего Лю Хуна (劉宏), который стал императором Лин-ди.

## Название периодов правления
- Цзяньхэ (建和 py. jìan hé) 147—149
- Хэпин (和平 py. hé píng) 150
- Юаньцзя (元嘉 py. yúan jīa) 151—153
- Юнсин (永興 py. yŏng xīng) 153—154
- Юншоу (永壽 py. yŏng shòu) 155—158
- Яньси (延熹 py. yán xī) 158—167
- Юнкан (永康 py. yŏng kāng) 167

## Личная информация
- Отец
  - Лю И (劉翼), хоу Лиу, сын Лю Кая (劉開), князя Сяо в Хэцзяне, сына Чжан-ди
- Мать
  - Янь Мин (匽明), наложница Лю И
- Жёны
  - Императрица Лян Нюйин (梁女瑩) (стала 147, у. 159), сестра Лян На и Лян Цзи
  - Императрица Дэн Мэннюй (鄧猛女) (стала 159, свергнута и умерла 165)
  - Императрица Доу Мяо (竇妙) (стала 165, у. 172)
- Наложницы
  - Го
  - Тянь Шэн(田聖) (убита императрицей Доу 168)
  - Фэн
- Дети
  - Лю Хуа (劉華), принцесса Янъань (родилась 158)
  - Лю Цзянь (劉堅), принцесса Инъинь (родилась 164)
  - Лю Сю (劉脩), принцесса Яньчжай (родилась 166)